# Kanton Miradoux
Der Kanton Miradoux war bis 2015 ein französischer Wahlkreis in der Region Midi-Pyrénées. Er lag im Arrondissement Condom und im Département Gers. Hauptort war Miradoux.
Der die Wahlberechtigten aus neun Gemeinden umfassende Kanton war 139,52 km² groß und hatte 2122 Einwohner (Stand: 2012).

## Gemeinden
| Gemeinde      | Einwohner | Code postal | Code Insee |
| ------------- | --------- | ----------- | ---------- |
| Castet-Arrouy | 144       | 32340       | 32085      |
| Flamarens     | 146       | 32340       | 32131      |
| Gimbrède      | 287       | 32340       | 32146      |
| Miradoux      | 497       | 32340       | 32253      |
| Peyrecave     | 82        | 32340       | 32314      |
| Plieux        | 174       | 32340       | 32320      |
| Saint-Antoine | 174       | 32340       | 32358      |
| Sainte-Mère   | 182       | 32700       | 32395      |
| Sempesserre   | 311       | 32700       | 32429      |